# 上代文学会賞
上代文学会賞（じょうだいぶんがくかいしょう）は、上代文学会が制定する学術賞である。

## 概要
1983年11月刊行の『上代文学』51号の誌上において設立が公表された。主として会員による前年度の論文を対象とする。翌1984年5月の『上代文学』52号より年に1度受賞者を決定して発表し、以降偶数号にての発表が継続されている。受賞事由については『上代文学』誌上にて公示される。

## 歴代受賞者
| 受賞年度 | 回数   | 受賞者     | 受賞業績                                                                      | 掲載号 | 備考                           |
| -------- | ------ | ---------- | ----------------------------------------------------------------------------- | ------ | ------------------------------ |
| 1984年   | 第1回  | 神野志隆光 | 『古事記の達成』東京大学出版会                                                | 52号   |                                |
| 1984年   | 第1回  | 古橋信孝   | 「古代のうたの表現の論理」（『文学』昭和58年5月）ほか1篇                      | 52号   |                                |
| 1985年   | 第2回  | 辰巳正明   | 「人麻呂の挽歌」（『大東文化大学紀要』22）ほか4篇                             | 54号   |                                |
| 1986年   | 第3回  | 犬飼公之   | 「鏡の目覚書」（『宮城学院女子大学研究論文集』63）ほか3篇                     | 56号   |                                |
| 1986年   | 第3回  | 東茂美     | 「六朝仏教からみた憶良歌の位置」（『上代文学』54）ほか3篇                     | 56号   |                                |
| 1987年   | 第4回  | 多田一臣   | 「隠り妻と人妻と」（『国語と国文学』昭和61年11月）ほか1篇                     | 58号   |                                |
| 1988年   | 第5回  | 三浦佑之   | 『村落伝承論』五柳書院                                                        | 60号   |                                |
| 1989年   | 第6回  | 福島秋穂   | 『記紀神話伝説の研究』六興出版                                                | 62号   |                                |
| 1990年   | 第7回  | 青木周平   | 「倭建命東征伝承と「言挙」」（『古事記年報』31）ほか3篇                       | 64号   |                                |
| 1991年   | 第8回  | 該当者なし | なし                                                                          | 66号   |                                |
| 1992年   | 第9回  | 孫久富     | 『万葉集と中国古典の比較研究』新典社                                          | 68号   |                                |
| 1993年   | 第10回 | 日吉盛幸   | 『万葉集歌句漢字総索引』『万葉集表記別類句索引』笠間書院                      | 70号   | 特別賞                         |
| 1994年   | 第11回 | 胡志昂     | 『奈良万葉と中国文学』笠間書院                                                | 72号   |                                |
| 1995年   | 第12回 | 西條勉     | 「〈皇祖神＝天照大神〉の誕生と伊勢神宮」（『国士舘大学国文学論輯』15）ほか3篇 | 74号   |                                |
| 1996年   | 第13回 | 該当者なし | なし                                                                          | 76号   |                                |
| 1997年   | 第14回 | 奥村和美   | 「天平勝宝八歳六月十七日大伴家持作歌六首の論」（『萬葉』157）ほか2篇          | 78号   |                                |
| 1998年   | 第15回 | 上野誠     | 『古代日本の文芸空間』雄山閣出版                                              | 80号   |                                |
| 1998年   | 第15回 | 梶川信行   | 『万葉史の論 山部赤人』翰林書房                                               | 80号   |                                |
| 1999年   | 第16回 | 該当者なし | なし                                                                          | 82号   |                                |
| 2000年   | 第17回 | 金沢英之   | 「三大考論争」（『古事記の現在』笠間書院）                                    | 84号   |                                |
| 2001年   | 第18回 | 該当者なし | なし                                                                          | 86号   |                                |
| 2002年   | 第19回 | 品田悦一   | 『万葉集の発明』新曜社                                                        | 88号   |                                |
| 2003年   | 第20回 | 該当者なし | なし                                                                          | 90号   |                                |
| 2004年   | 第21回 | 乾善彦     | 『漢字による日本語書記の史的研究』塙書房                                      | 92号   |                                |
| 2004年   | 第21回 | 藏中しのぶ | 『奈良朝漢詩文の比較文学的研究』翰林書房                                      | 92号   |                                |
| 2005年   | 第22回 | 村田右富実 | 『柿本人麻呂と和歌史』和泉書院                                                | 94号   |                                |
| 2006年   | 第23回 | 工藤浩     | 『新撰亀相記の基礎的研究』日本エディタースクール出版部                        | 96号   |                                |
| 2007年   | 第24回 | 松木俊曉   | 『言説空間としての大和政権』山川出版社                                        | 98号   |                                |
| 2008年   | 第25回 | 小川靖彦   | 『萬葉学史の研究』おうふう                                                    | 100号  |                                |
| 2009年   | 第26回 | 兼岡理恵   | 『風土記受容史研究』笠間書院                                                  | 102号  |                                |
| 2010年   | 第27回 | 該当者なし | なし                                                                          | 104号  |                                |
| 2011年   | 第28回 | 伊藤剣     | 『日本上代の神話伝承』新典社                                                  | 106号  |                                |
| 2012年   | 第29回 | 該当者なし | なし                                                                          | 108号  |                                |
| 2013年   | 第30回 | 該当者なし | なし                                                                          | 110号  |                                |
| 2014年   | 第31回 | 該当者なし | なし                                                                          | 112号  |                                |
| 2015年   | 第32回 | 該当者なし | なし                                                                          | 114号  |                                |
| 2016年   | 第33回 | 池原陽斉   | 「平安時代中期における『萬葉集』伝来の一様相」（『上代文学』114）ほか3篇      | 116号  |                                |
| 2017年   | 第34回 | 該当者なし | なし                                                                          | 118号  |                                |
| 2018年   | 第35回 | 裴寛紋     | 『宣長はどのような日本を想像したか』笠間書院                                  | 120号  | 第11回日本古典文学学術賞も受賞 |
| 2019年   | 第36回 | 該当者なし | なし                                                                          | 122号  |                                |
| 2020年   | 第37回 | 該当者なし | なし                                                                          | 124号  |                                |
| 2021年   | 第38回 | 澤崎文     | 『古代日本語における万葉仮名表記の研究』塙書房                                | 126号  | 第14回日本古典文学学術賞も受賞 |
| 2022年   | 第39回 | 葛西太一   | 『日本書紀段階編集論：文体・注記・語法からみた多様性と多層性』花鳥社          | 128号  | 第15回日本古典文学学術賞も受賞 |
| 2023年   | 第40回 | 該当者なし | なし                                                                          | 130号  |                                |
| 2024年   | 第41回 | 根来麻子   | 『上代日本語の表記とことば』新典社                                            | 132号  |                                |